# Lei do Cosseno de Lambert

Intensidade da radiação medida por um observador em função do ângulo de visada.

Em óptica, a lei do cosseno de Lambert afirma que a intensidade luminosa observada em uma superfície com reflexão difusa ideal é diretamente proporcional ao cosseno do ângulo θ entre a direção de incidência da luz e a normal da superfície, reta perpendicular a esta. A lei também é conhecida como lei de emissão de Lambert. Esse nome foi dado em homenagem a Johann Heinrich Lambert, do seu trabalho Photometria, publicado em 1760.

A superfície que obedece a lei de Lambert é chamada de lambertiana, e possui reflectância lambertiana. Tal superfície tem a mesma radiança quando vista de qualquer ângulo. Isso significa, por exemplo, que o olho humano tem o mesmo brilho aparente (ou luminância). Ela tem a mesma radiança porque, apesar da potência emitida por um determinado elemento de área ser reduzida como o cosseno do ângulo de emissão, o tamanho aparente (ângulo sólido) da área observada, vista por um observador, decresce da mesma forma. Deste modo, sua radiança (potência por unidade de ângulo sólido por unidade de área da fonte projetada) é a mesma. 

## Espalhadores e irradiadores lambertianos
Quando um elemento de área está irradiando por ser iluminado por uma fonte externa, a irradiância (energia ou fótons por tempo por área) presente naquele elemento de área será proporcional ao cosseno do ângulo entre a fonte de iluminação e a normal. Logo, o espalhador lambertiano também vai espalhar a luz seguindo a mesma lei do cosseno de um emissor lambertiano. Isso significa que mesmo que a radiança da superfície dependa do ângulo da normal até a fonte de iluminação, ela não vai depender do ângulo da normal até o observador. Por exemplo, se a lua fosse um espalhador lambertiano, uma pessoa esperaria ver o brilho da lua espalhado diminuir consideravelmente na direção do terminador devido ao crescimento do ângulo o qual a luz do sol atinge a superfície. O fato de que isso não acontece nos mostra que a lua não é um espalhador lambertiano, e, na verdade, tende a espalhar mais a luz em ângulos oblíquos que um espalhador lambertiano espalharia.
A emissão da um irradiador lambertiano não depende da quantidade de radiação incidente, mas sim da radiação original do corpo emissor. Por exemplo, se o sol fosse um irradiador lambertiano, uma pessoa esperaria ver um brilho constante ao redor do disco solar. Na verdade, o sol apresenta um escurecimento de bordo na região do visível, o que nos mostra que ele não é um irradiador lambertiano. Um corpo negro é um exemplo de irradiador lambertiano.